# Otto Treptow
Carl Franz Otto Treptow (* 20. August 1877 in Lübeck, Deutsches Reich; † 3. März 1924 in Berlin) war ein deutscher Schauspieler bei Bühne und Stummfilm.

## Am Theater
Über Treptows Herkunft und künstlerische Ausbildung in derzeit nichts bekannt. Er gab seinen Theatereinstand mit einem Festengagement in der Spielzeit 1898/99 in Fürstenwalde. Es folgten Verpflichtungen an Spielstätten in Essen (1899/1900), Aachen (1900/01), Libau (1902/03), Beuthen (1903/04) und Hannover, wo er zwischen 1904 und 1906 dem Ensemble des dortigen Deutschen Theaters angehörte. 1906 erreichte Otto Treptow die Reichshauptstadt, um ein Engagement an das Kleine Theater anzutreten. Hier blieb er jedoch nur eine Spielzeit und wechselte im darauf folgenden Jahr an das Berliner Trianon-Theater Berlin, dem er fünf Jahre lang, von 1907 bis 1912, angehörte. Zwischen 1912 und 1914 wirkte der gebürtige Lübecker am Residenz-Theater der Hauptstadt, dann wurde Otto Treptow kurz nach Ausbruch des Ersten Weltkriegs zum Militärdienst eingezogen. Er blieb die gesamte Kriegszeit im Feld (ausgenommen von einem Abstecher vor die Kamera, siehe unten). Erst 1921 nahm er mit einer Verpflichtung an das Metropol-Theater Berlin wieder ein Festengagement an. 

## Beim Film
Beim Film, wo er trotz einiger Ausflüge in das Drama und Melodram besonders in Geschichten mit komödiantischen Inhalten reüssierte, war er in seinen letzten zehn Lebensjahren sehr aktiv. Hier verkörperte Treptow seit seinem erfolgreichen Einstieg mit der Hauptrolle des beruflich aufsteigenden Ehemanns Cäsar Meier in Max Macks Lustspiel Die blaue Maus zunächst mehrere tragende Nebenrollen wie Akademiker in Die Welt ohne Männer und in Er rechts, sie links sowie einen Baron in dem Lustspiel Fürst Seppl. Nach dem Ersten Weltkrieg gab Treptow eine Fülle von Chargen wie einen Komponisten in dem Volksstückklassiker Mein Leopold, einen Clown an der Seite Hanni Weisses (mit der er mehrfach vor der Kamera gestanden hatte) in Anita Jo, einen Diener in Joe Mays Drama Die Schuld der Lavinia Morland, einen Detektiv in Die goldene Kugel, einen Reporter in Symphonie des Todes und einen Verbrecher in Henrik Galeens Flussschifferdrama Stadt in Sicht, Treptows wohl letztem Film. Im Juli 1920 hatte er mit der Opal Film GmbH seine eigene Filmgesellschaft gegründet. Otto Treptow starb bereits Anfang März 1924, nur 46 Jahre alt.

## Filmografie
- 1913: Wenn die Glocken läuten
- 1913: Die blaue Maus
- 1913: Die blaue Maus, 2. Teil
- 1913: Die Berliner Range
- 1914: Die Welt ohne Männer
- 1914: Er rechts – sie links
- 1914: Kehre zurück! Alles vergeben!
- 1915: Fürst Seppl
- 1915: Er steigt nach
- 1915: Die verflixten Junggesellen
- 1916: Heinrich ist nicht eifersüchtig
- 1917: Die Sonnenfinsternis in Kalakaua
- 1918: Hinter verschlossenen Türen
- 1919: Unsere Schwiegertochter
- 1919: Mein Leopold
- 1919: Anita Jo
- 1919: Bis früh um fünfe
- 1920: Die Schuld der Lavinia Morland
- 1920: Die Kwannon von Okadera
- 1920: Der Dummkopf
- 1921: Die goldene Kugel (auch Drehbuch, Koproduzent)
- 1921: Sappho
- 1921: Symphonie des Todes
- 1922: Maciste und die Tochter des Silberkönigs
- 1923: Raffinierte Frauen, 1. Teil (auch Co-Drehbuch)
- 1923: Stadt in Sicht